# فانيا إيليتش
فانيا إيليتش (بالصربية: Вања Илић)‏ مواليد 25 فبراير 1993 في بلغراد، هي لاعبة كرة يد صربية تلعب كجناح أيسر. مثلت منتخب صربيا لكرة اليد.

## روابط خارجية
- فانيا إيليتش على موقع الاتحاد الأوروبي لكرة اليد (الإنجليزية)
- فانيا إيليتش على موقع الاتحاد الفرنسي لكرة اليد (الفرنسية)